# Kranglfjellet
Kranglfjellet (finska: Porttivaara) är en kulle i Finland, på gränsen till Norge.   Den ligger i landskapet Lappland, i den norra delen av landet, 1 000 km norr om huvudstaden Helsingfors. Toppen på Kranglfjellet är 161 meter över havet.
Terrängen runt Kranglfjellet är platt, och sluttar österut.Runt Kranglfjellet är det mycket glesbefolkat, med 2 invånare per kvadratkilometer. Det finns inga samhällen i närheten. 